# Spencer (Nebraska)
Spencer – wieś w Stanach Zjednoczonych, w stanie Nebraska, w hrabstwie Boyd.